# Тасман (полуостров)

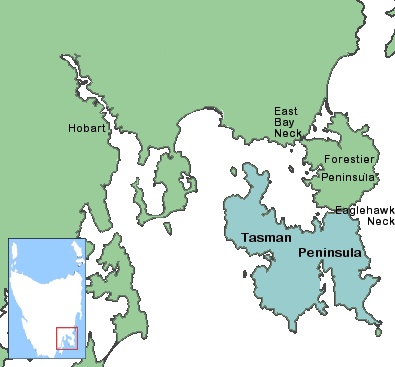

Полуостров Тасман (англ. Tasman Peninsula) — полуостров на юго-востоке острова Тасмания (Австралия). Расположен в 75—80 км юго-востоку от Хобарта.
Полуостров назван в честь Абеля Тасмана (как и весь остров). С Тасманией соединён двумя узкими перешейками — один из них в прилив становится проливом, другой же остаётся перешейком в 30-40 м шириной.
На острове расположен город Порт-Артур.
На юго-востоке полуострова находится национальный парк Тасман, далее на юго-восток расположен остров Тасман.